# Louis Dollo
Louis Antoine Marie Joseph Dollo (Lilla, 7 dicembre 1857 – Bruxelles, 19 aprile 1931) è stato un paleontologo belga, noto tra l'altro per aver formulato la legge di Dollo.
Secondo Dollo, "un organismo è incapace di ritornare anche solo parzialmente a un precedente stadio già realizzato dai suoi antenati". Secondo questa ipotesi, una struttura o un organo scomparso durante il processo evolutivo non riapparirà mai più in quella linea di organismi.

## Il cimitero di iguanodonti
Nel 1878, Louis Dollo supervisionò il famoso scavo degli Iguanodon a Bernissart, in Belgio. Una trentina di scheletri completi furono dissotterrati da una miniera di carbone: all'epoca questo fu il più completo ritrovamento di dinosauri in Europa. Grazie a questi resti, Dollo ebbe il merito di compiere il primo studio analitico sulla fisiologia dei dinosauri, formulando ipotesi sulla presunta vita sociale di questi dinosauri. Successivamente Dollo si dedicò a studi su altri famosi dinosauri, come Stegosaurus e Triceratops.
| Dollo è l'abbreviazione standard utilizzata per le specie animali descritte da Louis Dollo. Categoria:Taxa classificati da Louis Dollo |